# Drecelj (Olovo)
Pour les articles homonymes, voir Drecelj.
Drecelj (en serbe cyrillique : Дрецељ) est un village de Bosnie-Herzégovine. Il est situé dans la municipalité d'Olovo, dans le canton de Zenica-Doboj et dans la fédération de Bosnie-et-Herzégovine. Selon les premiers résultats du recensement bosnien de 2013, il abrite une population inférieure ou égale à 10 habitants.
Avant la guerre de Bosnie-Herzégovine, le village faisait entièrement partie de la municipalité d'Olovo ; après la guerre, son territoire a été partiellement rattaché à la municipalité de Sokolac, intégrée à la république serbe de Bosnie.

## Démographie

### Évolution historique de la population
| 1948 | 1953 | 1961 | 1971 | 1981 | 1991 | 2013 |
| ---- | ---- | ---- | ---- | ---- | ---- | ---- |
| -    | -    | 289  | 315  | 282  | 291  | ≤ 10 |

|  |